# Mozarabische Architektur

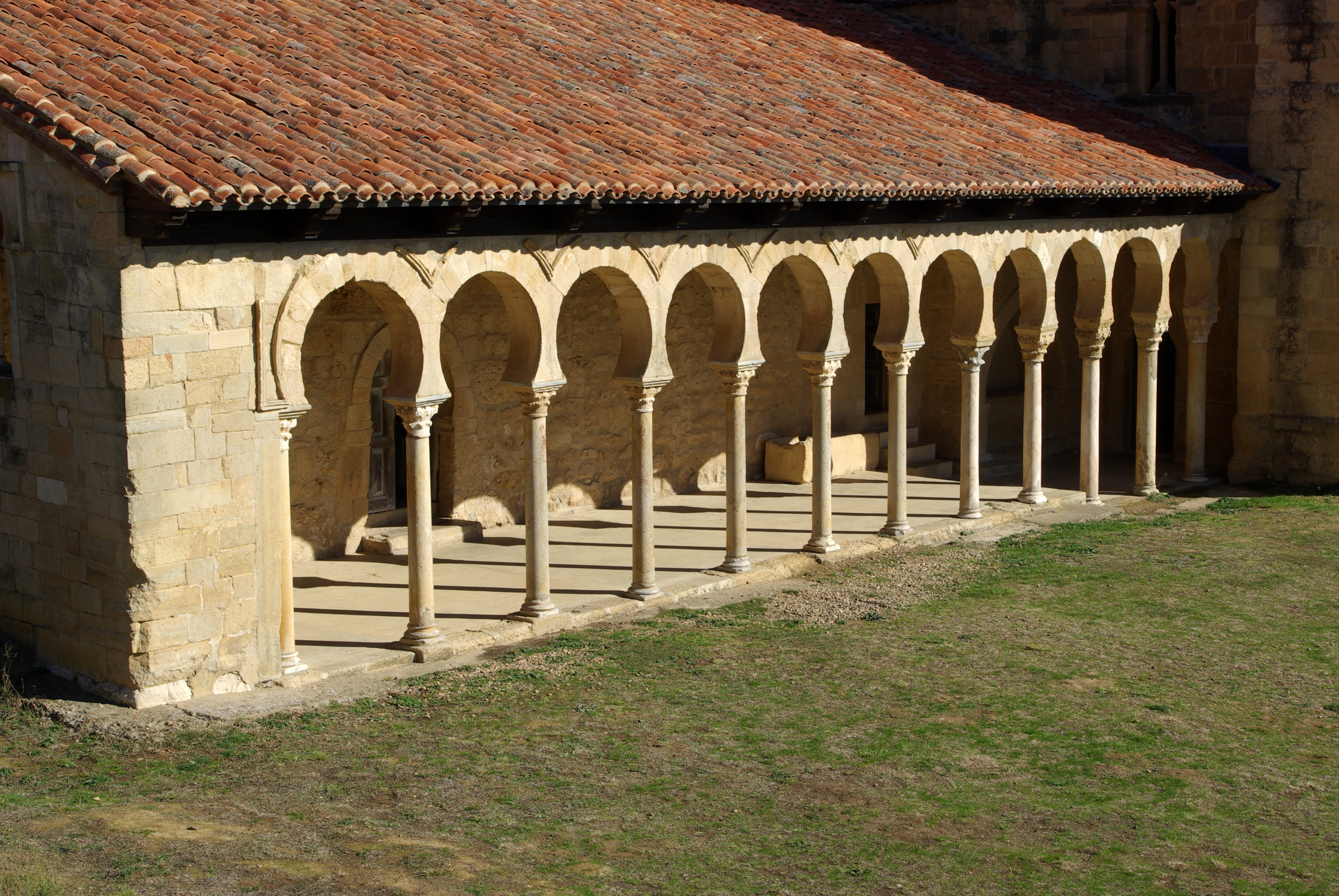
San Miguel de Escalada, Portikus mit Hufeisenbögen (um 913)

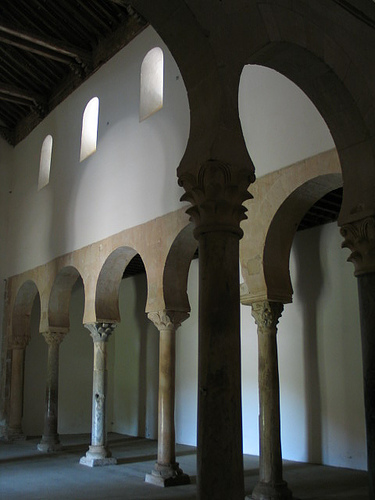
San Miguel de Escalada, Arkaden mit Hufeisenbögen im Innenraum

Die mozarabische Architektur bezeichnet den Baustil präromanischer Gebäude, die von Mozarabern errichtet wurden. Mozaraber waren Christen, die von der Kultur des Islam geprägt waren. Mozarabische Architektur entstand sowohl im maurischen Spanien als auch außerhalb, besonders in den zurückeroberten Gebieten, die mit Christen aus al-Andalus wiederbesiedelt wurden. Im Spanischen wird die mozarabische Kunst auch als Arte de Repoblación, die Kunst der Wiederbesiedlungszeit, bezeichnet. Die mozarabischen Bauwerke, die im Emirat und späteren Kalifat von Córdoba entstanden, sind zum großen Teil zerstört.

## Etymologie
Die Bezeichnung Mozaraber wurde erst ab dem frühen 12. Jahrhundert verwendet. Erstmals schriftlich belegt ist das Wort – in unterschiedlichen Schreibweisen wie muztarabes oder muzarabes – in den Fueros, den Sonderrechten, die die christlichen Könige nach der Rückeroberung Toledos im Jahr 1085 den christlich gebliebenen Bewohnern einräumten. Die heutige spanische Schreibweise Mozárabes findet sich zum ersten Mal in einem Schriftstück, das Alfons I. el Batallador (1104–1134), König von Aragón und Navarra, an die Christen in al-Andalus richtete. Der Begriff wird aus dem arabischen Wort mustaʿrab abgeleitet, was so viel wie „arabisch sein wollend“ heißt und diejenigen bezeichnet, die sich selbst arabisiert haben. Er bezieht sich auf die christlichen Bewohner von al-Andalus, die sich die Kultur der Mauren angeeignet hatten, jedoch ihren christlichen Glauben bewahrten. Die zum Islam übergetretenen Christen und deren Nachkommen werden als Muladíes bezeichnet.

## Geschichtlicher Hintergrund

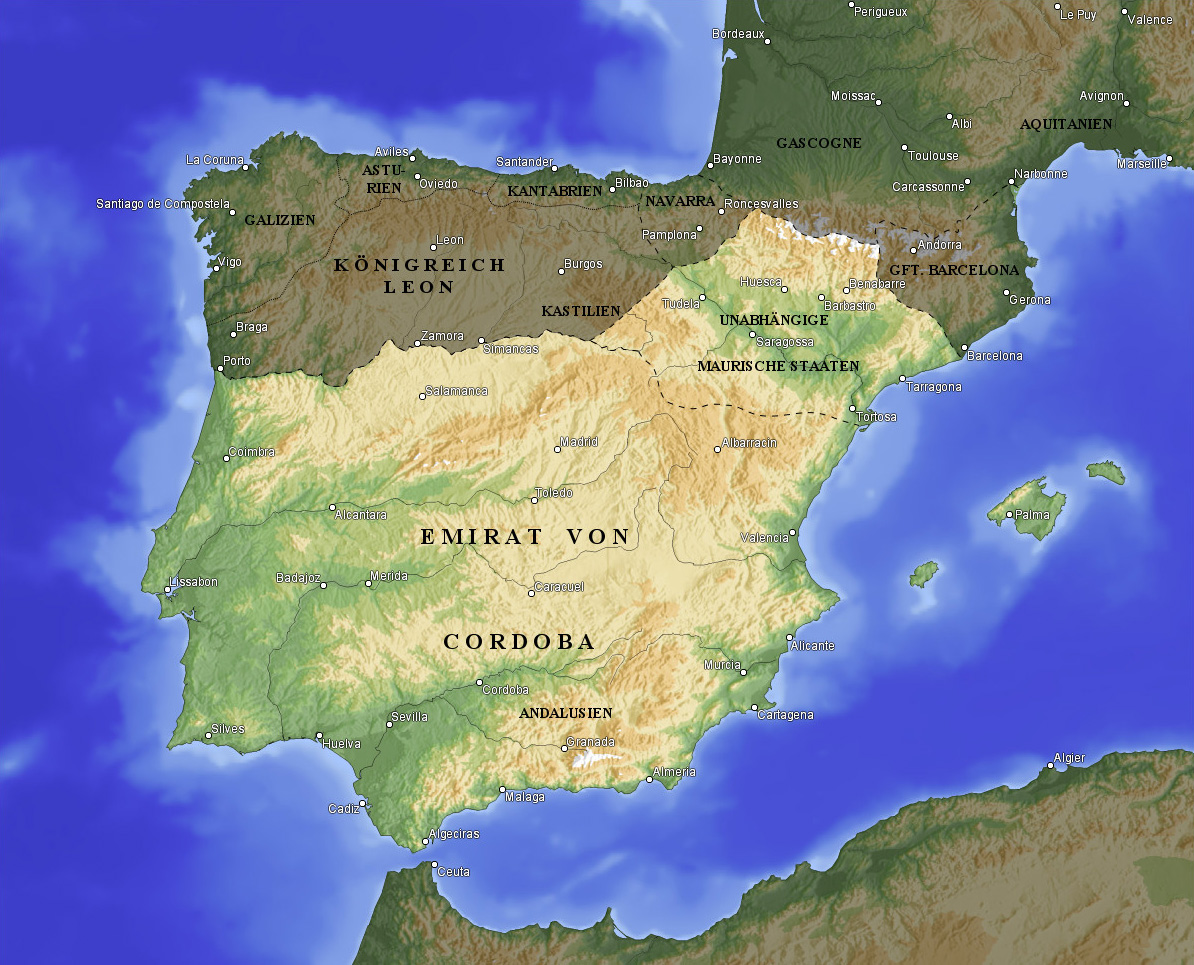
Al-Andalus um 910

### Al-Andalus
Nach der maurischen Eroberung der iberischen Halbinsel im Jahr 711 und dem Zusammenbruch des Westgotenreiches wurde das Zusammenleben der Christen, die anfangs die Mehrzahl der Bewohner darstellten, mit den islamischen Herrschern durch Verträge geregelt. Diese sicherten ihren Schutzbefohlenen die persönliche Freiheit und den Erhalt ihrer materiellen Güter zu. Sie konnten ihre Gotteshäuser bewahren und ihre Religion ausüben, wenn sie nicht den Islam beleidigten oder versuchten, Muslime zum Christentum zu bekehren. Wie die Juden unterlagen sie einer eigenen Rechtsprechung und waren von den wichtigsten öffentlichen Ämtern ausgeschlossen. Ihnen waren höhere Steuern auferlegt als den Muslimen und sie mussten die Dschizya, eine Kopfsteuer für Nichtmuslime, entrichten, die bei der Konversion zum Islam aufgehoben wurde.
Vor allem im Umfeld der Bischofsstädte Toledo, Córdoba, Sevilla und Mérida blieb der Anteil der christlichen Bevölkerung hoch. Noch im 11. Jahrhundert gab es Dörfer mit fast ausschließlich christlichen Einwohnern. Von ihren Bauten sind jedoch kaum mehr Spuren erhalten geblieben, mit Ausnahme der Kirche Santa María de Melque, die wahrscheinlich noch aus westgotischer Zeit stammt.
Die Auswanderung christlicher Bewohner von al-Andalus in den Norden erfolgte in Wellen. Bereits in der Mitte des 8. Jahrhunderts wuchs unter dem Umayyaden Abd ar-Rahman I. (756–788) der Druck auf die Christen, den islamischen Glauben anzunehmen. Mischehen wurden gefördert und die Kinder muslimischer Väter mussten im islamischen Glauben erzogen werden. Kirchen wurden zerstört oder konfisziert. In den Städten Mérida, Toledo und Saragossa kam es zu Aufständen der christlichen Bevölkerung. 818 wurde eine Rebellion in Córdoba niedergeschlagen. Anfang des 9. Jahrhunderts wurden in al-Andalus Christen hingerichtet. Um 850/859 bildete sich eine Gruppe von Gläubigen um Eulogius von Córdoba und Paulus Alvarus, die bewusst den Märtyrertod anstrebten und sich gegen jegliche Anpassung an maurische Sitten wandten. Sie wurden als Märtyrer von Córdoba zum Symbol des christlichen Widerstandes und dienten als Rechtfertigung für die kriegerischen Eroberungszüge der Reconquista. Ihre Verehrung verbreitete sich schnell und bereits 858 brachten Mönche aus der Abtei Saint-Germain-des-Prés Reliquien der Märtyrer von Córdoba nach Paris. Andere Christen suchten Zuflucht außerhalb des maurischen Herrschaftsbereiches.

### Das christliche Spanien

Gelb: Königreich León, orange: Königreich Navarra (Pamplona) mit der Grafschaft Kastilien, rosa: Grafschaft Barcelona, grün: al-Andalus; um 1030

Das christliche Spanien bestand im 10./11. Jahrhundert aus dem Königreich León (910–1027), in dem unter Ramiro II. (931–951) das asturische Königreich aufgegangen war, dem Königreich Navarra (905–1035), der Grafschaft Kastilien (930–1022) und der Grafschaft Barcelona (898–1018).
Unter dem asturischen König Alfons III. (866–910), der seine Hauptstadt von Oviedo nach León verlegt hatte, wurden Gebiete entlang des Río Duero wiederbesiedelt. In diesem Niemandsland, das als Pufferzone zu den islamischen Gebieten dienen sollte, war zuvor die Bevölkerung vertrieben worden. Bereits 893 wurden in den Städten Simancas, Toro und Zamora Christen aus Toledo wieder angesiedelt. Anfang des 10. Jahrhunderts wurden Christen aus Córdoba in der Gegend um León ansässig. Darunter waren viele Mönche, die sich in den aufgegebenen westgotischen Klöstern niederließen oder neue Klöster bauten wie San Miguel de Escalada, in denen sie maurische Stilelemente einbrachten.

## Stilmerkmale

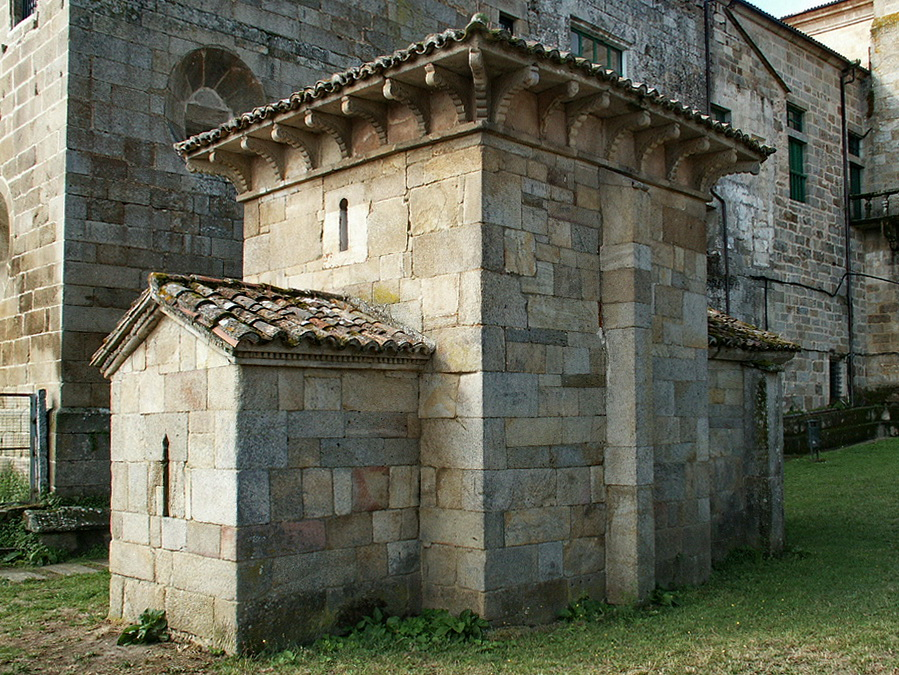
San Miguel de Celanova, regelmäßig behauene Quader, Zahnfries unter dem Dachansatz der Apsis

### Außenbau
Als Baumaterial wurden meist exakt behauene Quader verwendet, die bei den selteneren mit Mörtel verfugten Bruchsteinmauern als Ecksteine dienten. Zur Verminderung des Gewichtes wurden auch Schichten von Ziegeln verbaut, die mit Friesen verziert wurden. Ähnlich dem ältesten Teil der Mezquita von Córdoba wurde an der Außenfassade von San Miguel de Escalada über den Obergadenfenstern des Langhauses und unter dem Dachansatz der Apsis ein Zahnfries aus über Eck gestellten Ziegelsteinen eingefügt. An den Fassaden von Santiago de Peñalba und in San Miguel de Celanova wurde der Zahnfries in Stein geschnitten.

### Grundriss
Die Kirchen sind ein- oder dreischiffig und haben einen rechteckigen oder quadratischen Grundriss, in den ein lateinisches oder griechisches Kreuz eingeschrieben ist. Der Eingang befindet sich meist auf der Südseite. An das Langhaus schließt sich im Osten ein meist dreiteiliges Chorhaupt an. Die Apsiden haben einen hufeisenförmigem Grundriss, die Außenwände bilden ein Rechteck. Teilweise sind sie sehr klein und eng und erinnern an die Gebetsnischen (Mihrab) einer Moschee. San Cebrián de Mazote oder Santiago de Peñalba besitzen eine auch in der ottonischen Architektur (z. B. in Sankt Cyriakus in Gernrode) vorkommende Gegen- oder Westapsis.

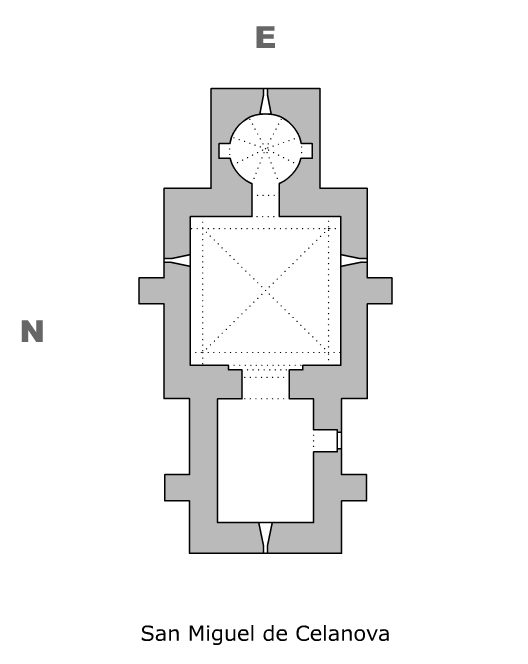
San Miguel de Celanova Prov. Ourense
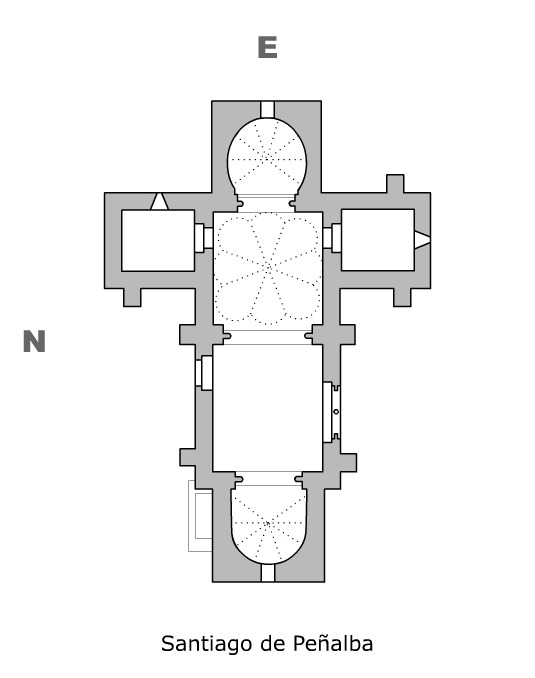
Santiago de Peñalba Prov. León
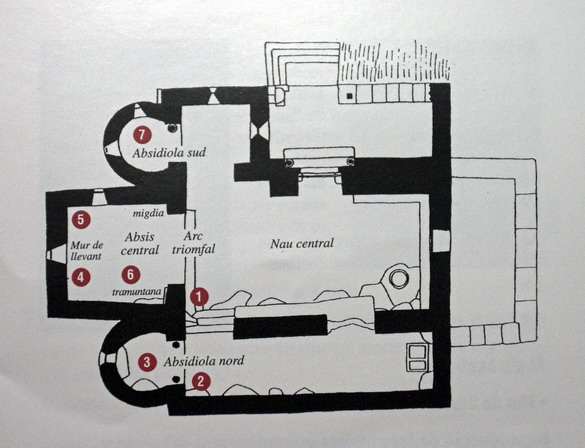
Sant Quirze de Pedret Prov. Katalonien
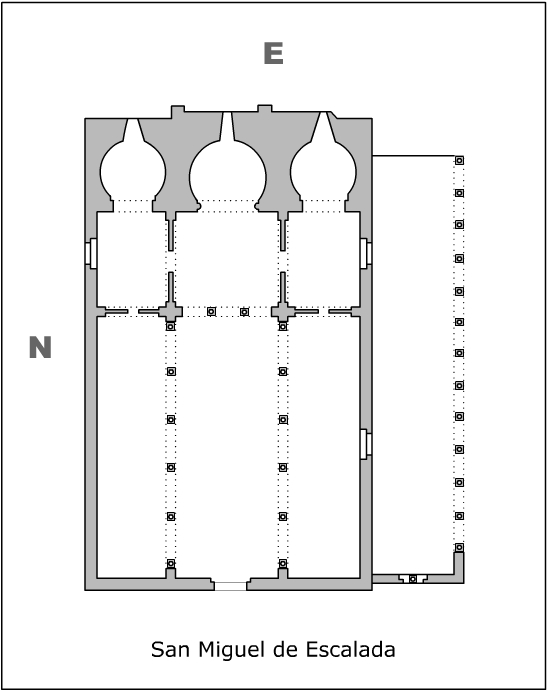
San Miguel de Escalada Prov. León
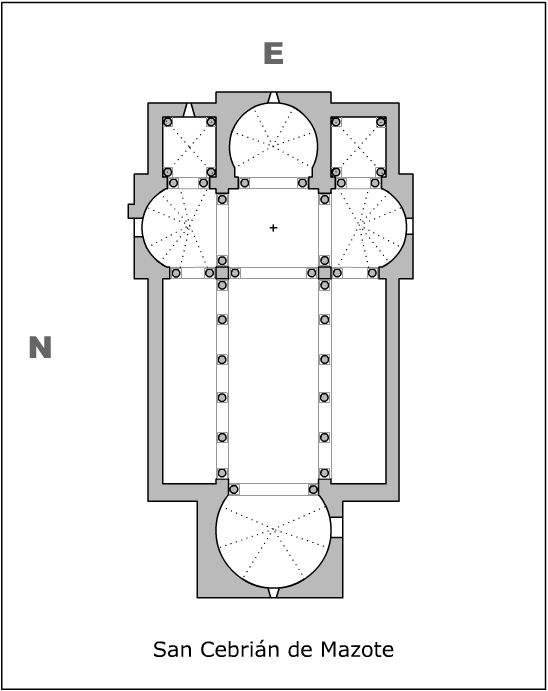
San Cebrián de Mazote Prov. Valladolid,

### Dachtraufe und Röllchenkonsolen

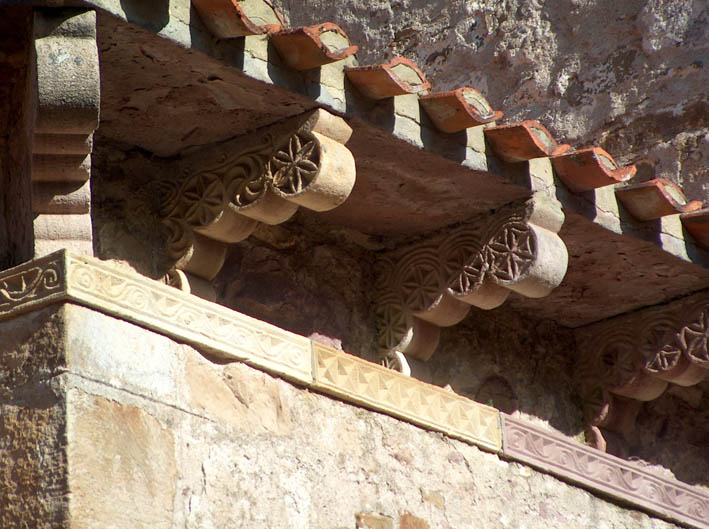
Santa María de Lebeña, Röllchenkonsolen und Fries

Die Dächer haben weit überstehende Dachtraufen, die auf sogenannten Röllchenkonsolen aufliegen, die mit Rosetten und Sonnenrädern verziert sind. Vorbilder solcher Röllchenkonsolen finden sich an der Mezquita von Córdoba. Sie sind noch vorhanden an den Kirchen San Miguel de Celanova, San Miguel de Escalada, San Millán de Suso, Santa María de Lebeña und Santiago de Peñalba.

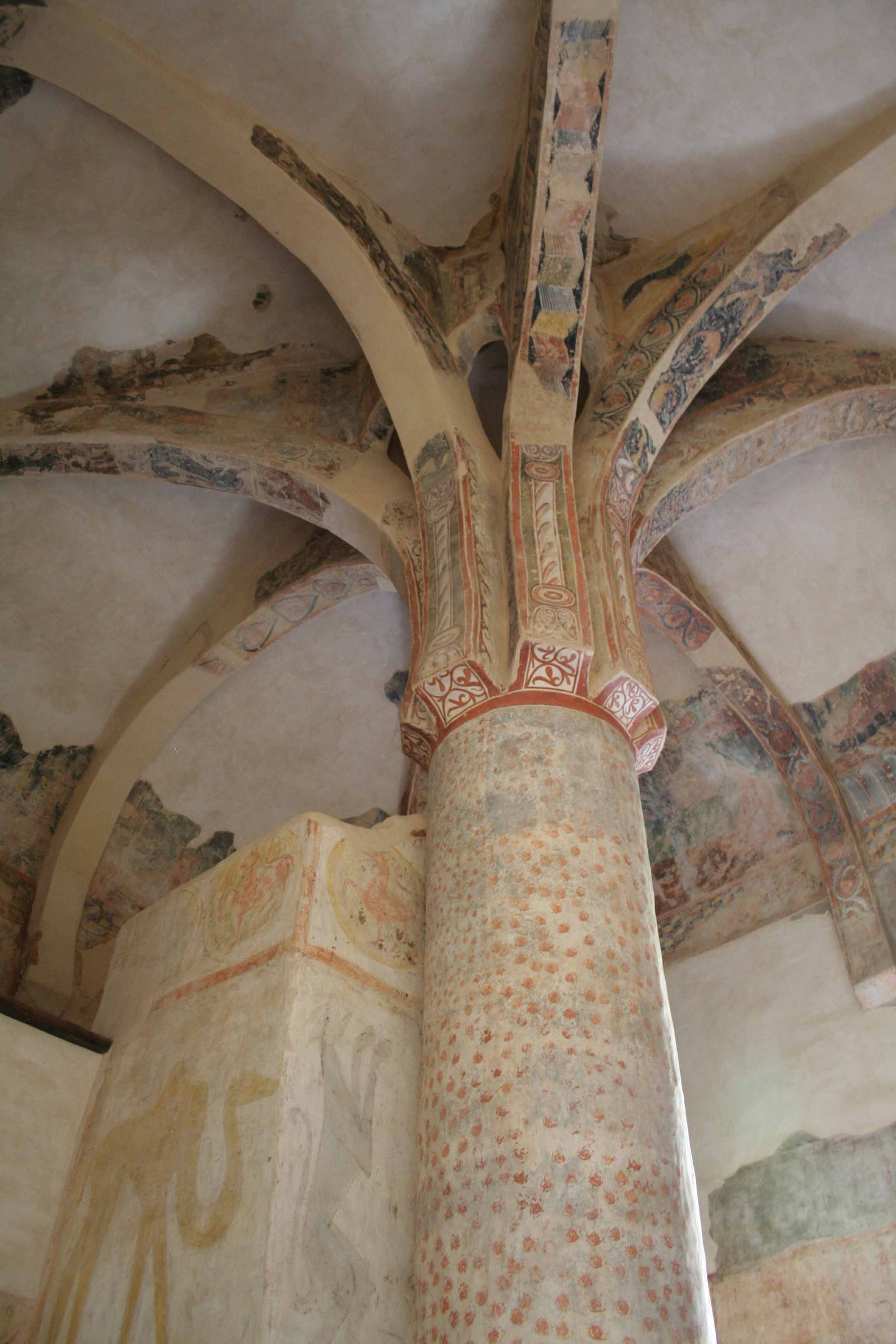
San Baudelio de Berlanga

### Decken

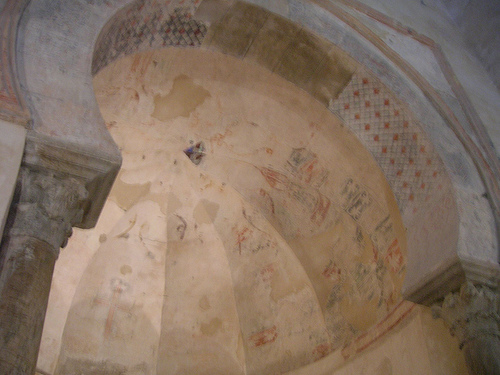
Santiago de Peñalba, achtteilige Kuppel mit Resten der Ausmalung

Die Kirchenschiffe haben meist flache Holzdecken, kleinere Raumteile sind mit Kreuzgratgewölben oder Rippengewölben gedeckt. Die Apsiden besitzen Tonnengewölbe aus Stein oder Kuppeln. Gegenüber den Gebäuden der Westgotenzeit oder den präromanischen Bauten Asturiens sind die Schirmkuppeln von San Cebrián de Mazote, San Miguel de Celanova oder Santiago de Peñalba eine Neuerung. Eine Besonderheit stellt San Baudelio de Berlanga dar. Dort wird das Gewölbe des Hauptraumes von einer zentralen Säule mit acht hufeisenförmigen Rippen getragen, die das Bild einer Dattelpalme vermittelt. Die Palme war als christliches Symbol der Märtyrer für mozarabische Christen von besonderer Bedeutung und wurde auch in der mozarabischen Buchmalerei wie den Beatus-Handschriften dargestellt.

### Hufeisenbogen und Alfizrahmen
Der Hufeisenbogen wurde bereits in der westgotischen Architektur verwendet. Im Unterschied zum westgotischen Hufeisenbogen ist der mozarabische enger geschlossen und besitzt meist einen Schlussstein. Die Bögen sind aus sorgfältig zugeschnittenen und geschliffenen Keilsteinen gearbeitet, die teilweise konkav gewölbt sind. Sie werden von einer rechteckigen Leiste, einem Alfizrahmen, eingefasst. Oft werden auch Zwillingsfenster (Ajímez) oder Drillingsfenster von einem Alfiz umrahmt. Als Vorbild des mozarabischen Hufeisenbogens mit Alfizrahmen gilt die Puerta de San Esteban der um 786/787 errichteten Mezquita von Córdoba. Wie beim Eingang zum Empfangssaal des zwischen 953 und 957 errichteten Palastes Medina Azahara sind die Linien der inneren Laibung und die des äußeren Bogenrückens beim Apsisbogens von San Miguel de Celanova nicht konzentrisch. Die Keilsteine des Scheitels sind größer als die des Bogenansatzes.

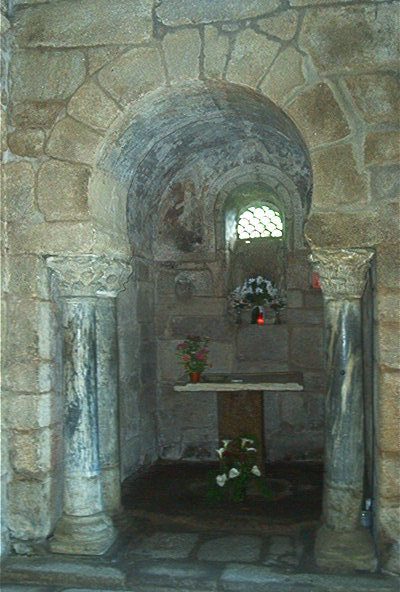
Santa Comba de Bande, westgotischer Hufeisenbogen
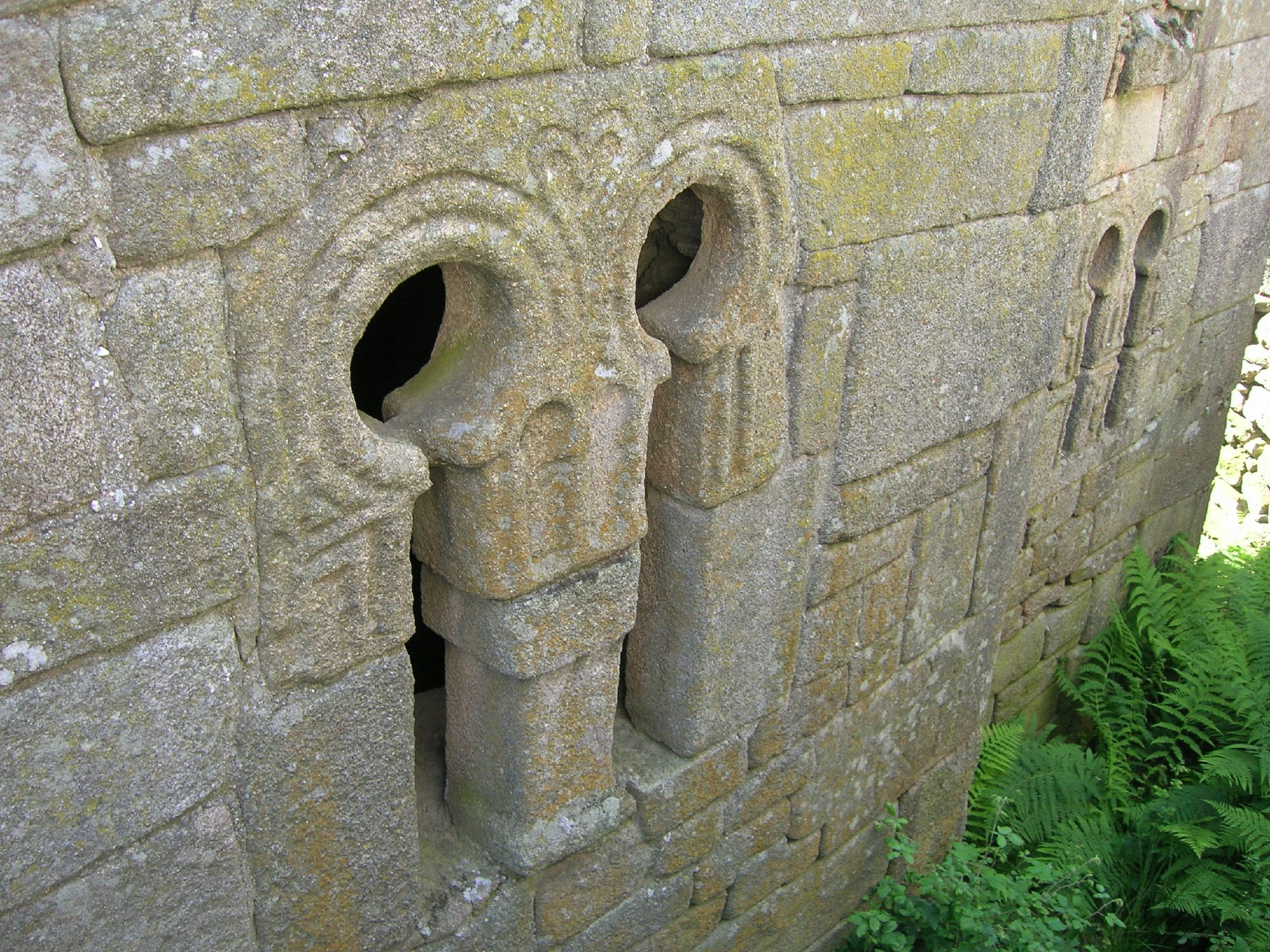
Santa Eufemia de Ambía, Schlüssellochfenster
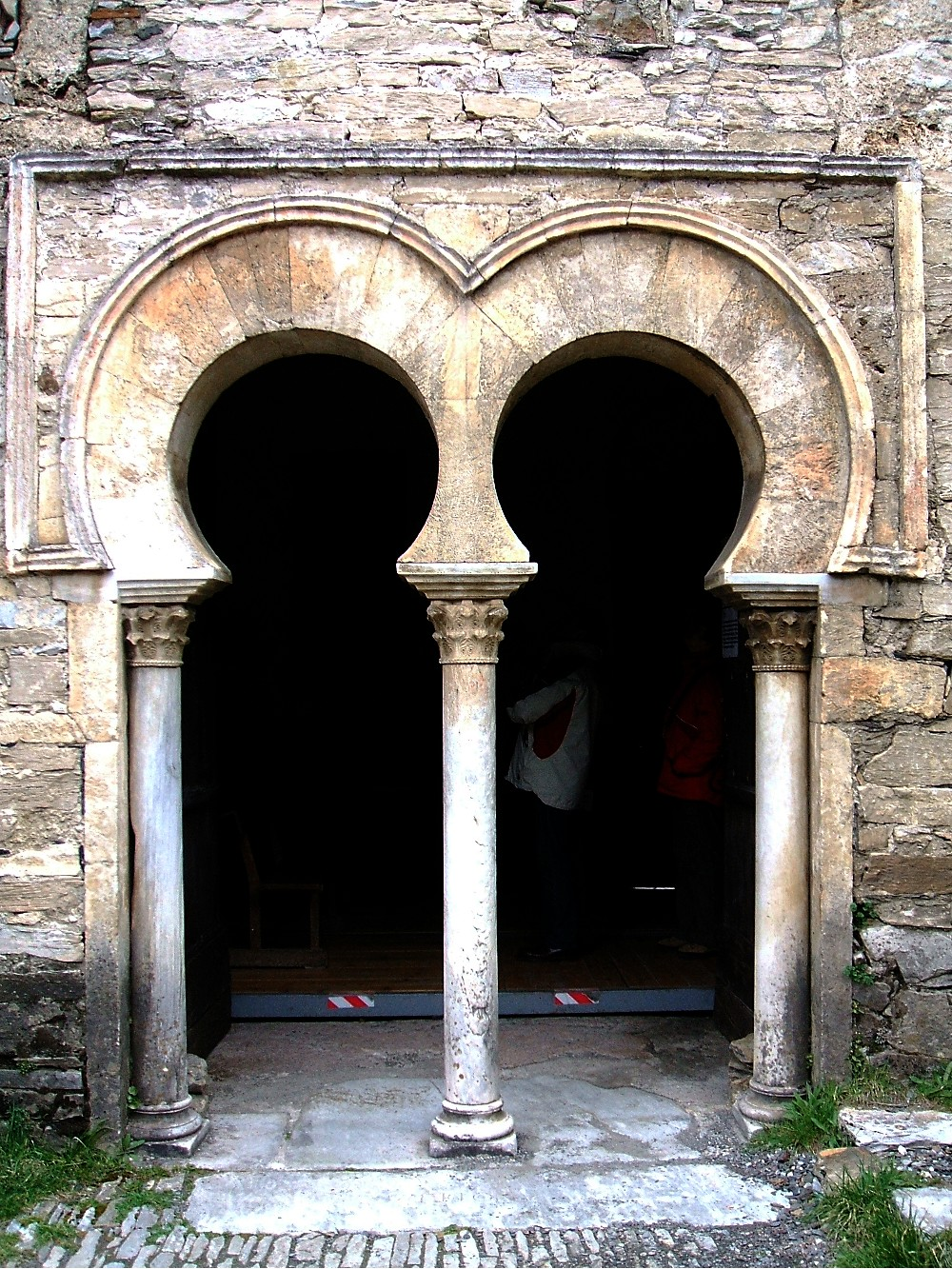
Santiago de Peñalba, mozarabischer Hufeisenbogen mit Alfiz
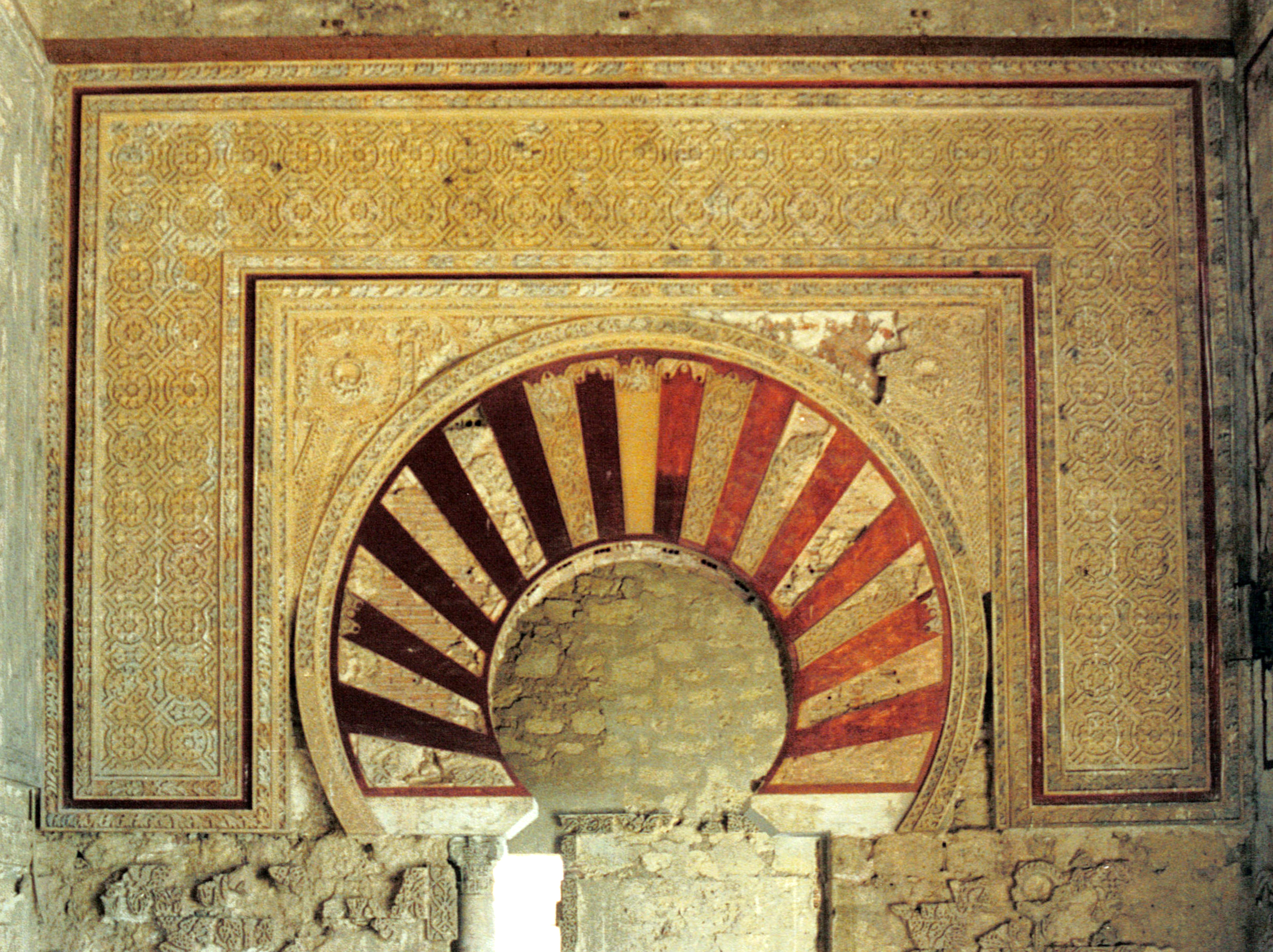
Medina Azahara, Salón Rico, maurischer Hufeisenbogen mit Alfiz und nicht konzentrischen Bogenlinien
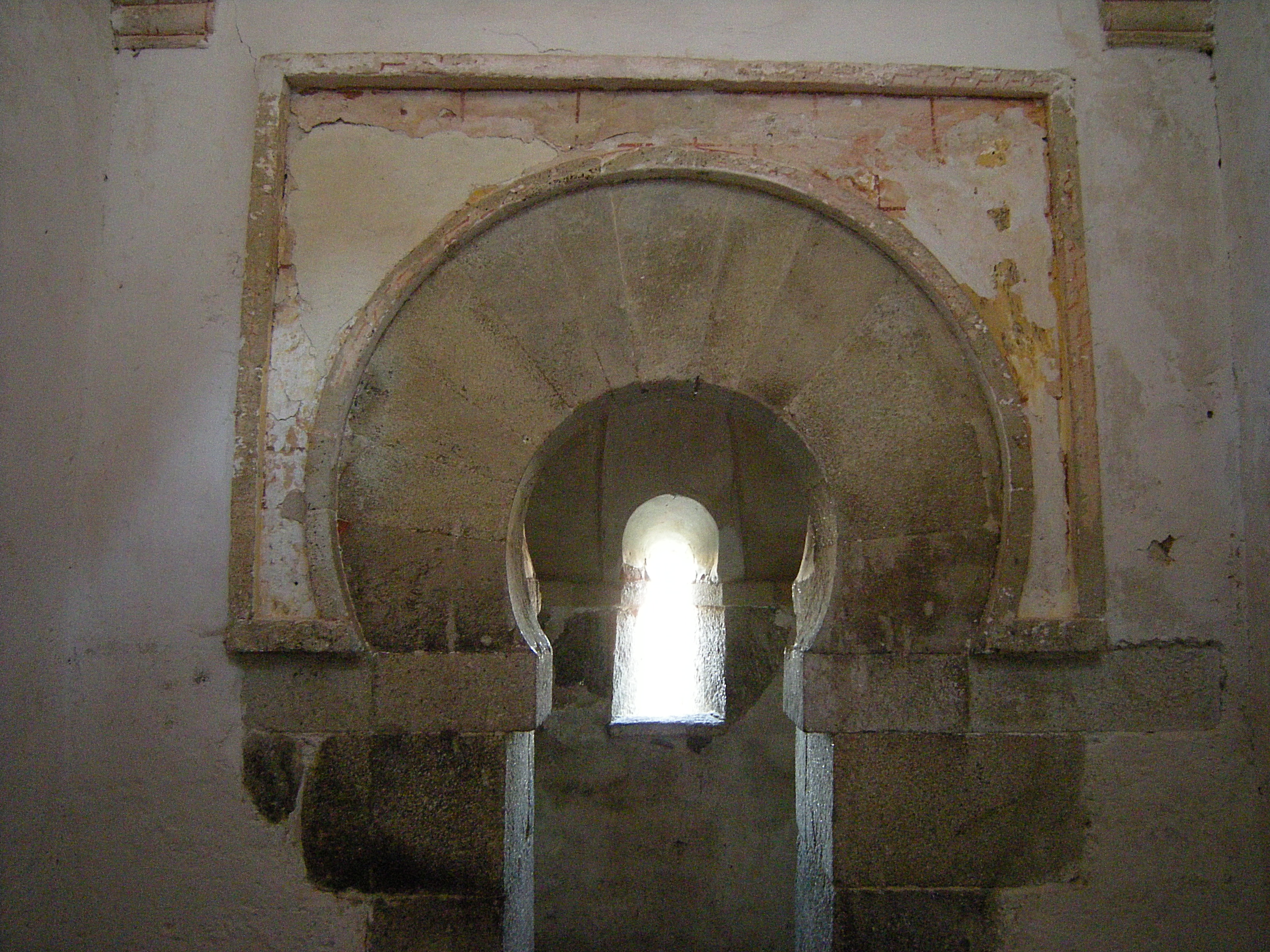
San Miguel de Celanova, mozarabischer Hufeisenbogen mit Alfiz und nicht konzentrischen Bogenlinien

### Pfeiler, Säulen und Kapitelle

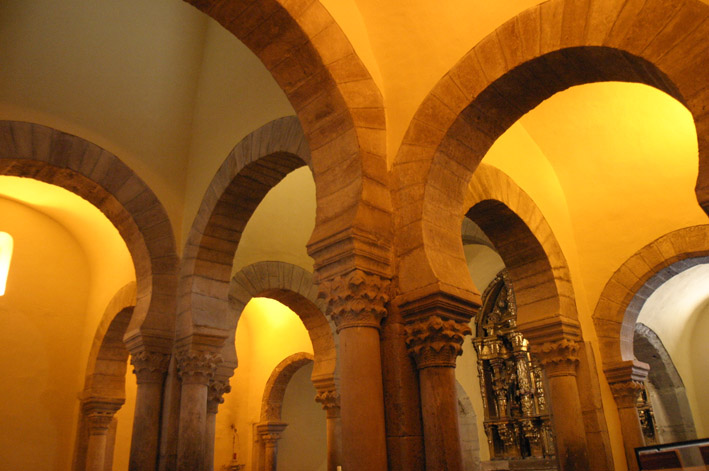
Santa María de Lebeña, Pfeiler und Säulen mit korinthisch inspirierten Kapitellen

Eine mozarabische Neuerung ist die Verwendung von Pfeilern, die auf zwei oder sogar vier Seiten eingestellte Säulen aufweisen. Die Säulenschäfte sind monolithisch und bestehen aus Marmor. Sie besitzen – wie in San Miguel de Escalada, Santa María de Lebeña oder Santiago de Peñalba – korinthisch inspirierte Kapitelle mit bis zu drei Reihen stilisierter Blätter, die zum Säulenschaft durch einen Taubandring abgegrenzt werden. Auf ihnen liegen zwei- oder dreistufige, meist mit Perlstab verzierte Kämpfer. In San Cebrián de Mazote und San Miguel de Escalada finden sich auch wiederverwendete Spolienkapitelle aus römischer und westgotischer Zeit, die den mozarabischen Steinmetzen als Vorbilder gedient haben. Die mozarabischen Kapitelle unterscheiden sich von diesen durch einen in Kerbschnitt gearbeiteten, eher flächenhaften Dekor betont stilisierter Blattformen mit gelegentlichen Tierdarstellungen wie Vögeln und Löwen.

### Dekor
Friese finden sich sowohl an den Außenmauern unterhalb des Dachansatzes und unter den Giebeln, wo sie aus Stein oder Ziegeln gearbeitet sind, als auch an den Innenwänden, wo sie aus Stein oder Stuck ausgeführt sind. In San Miguel de Escalada sind die Gesimsleisten mit Rankenfriesen und stilisierten Blattformen oder Medaillons mit Löwen und Vögeln verziert. In Santa María de Lebeña sind schmale Bänder mit Wellenlinien und Ranken mit Knospen dargestellt. Häufig wiederkehrende Motive sind Flechtbänder.

### Wandmalereien

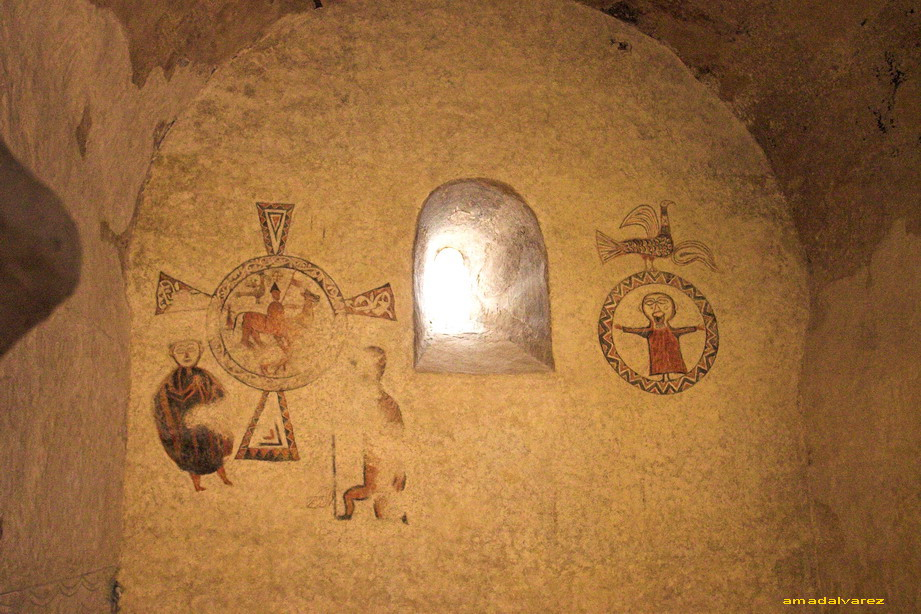
Sant Quirze de Pedret, Wandmalerei

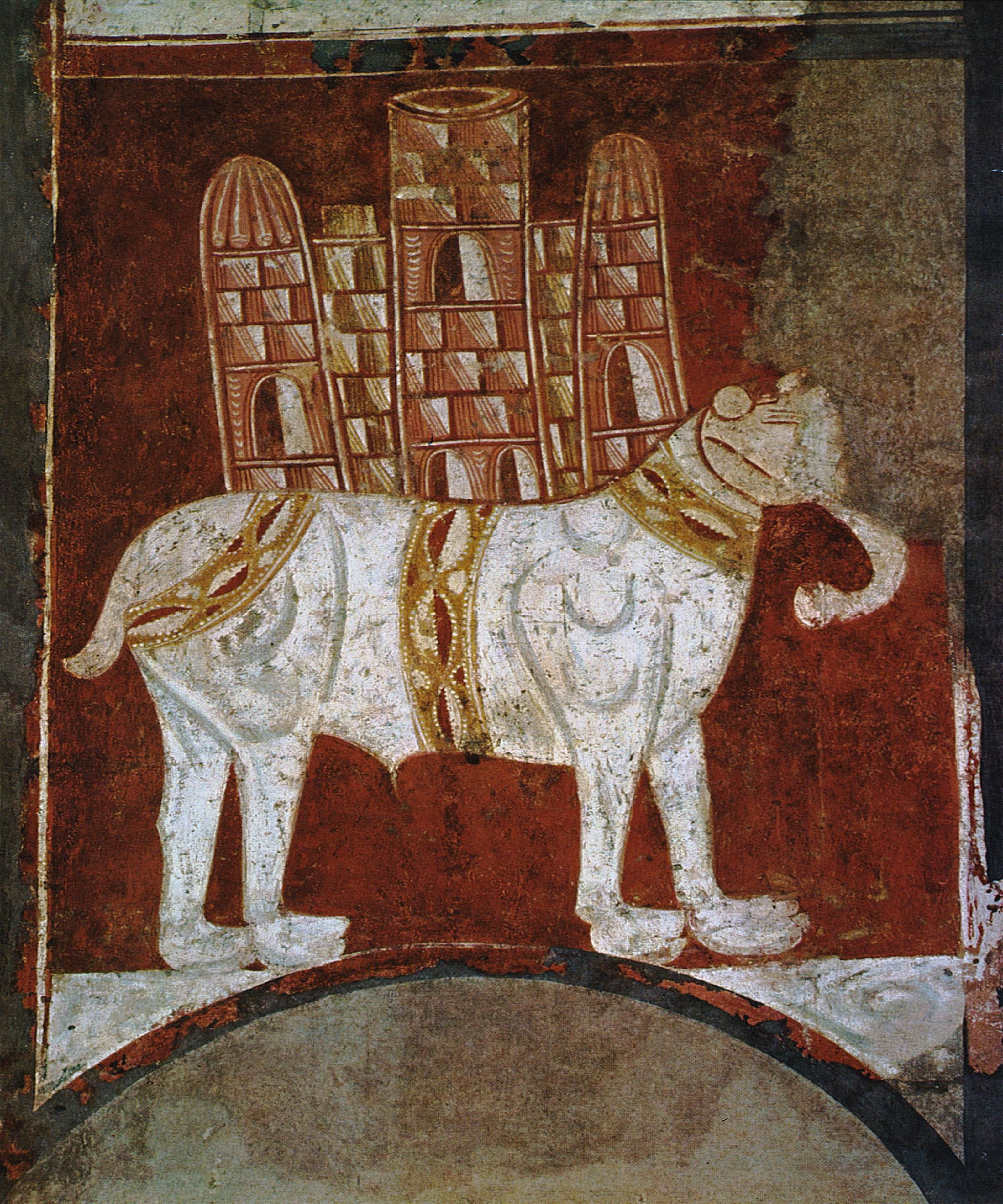
San Baudelio de Berlanga, Elefant mit Aufbau

Mozarabische Fresken finden sich u. a. in den Kirchen San Baudelio de Berlanga (vor Ort und in verschiedenen Museen), Santiago de Peñalba, Sant Quirze de Pedret (Kopien vor Ort, Originale im Museu Diocesà i Comarcal de Solsona, dem Diözesan-Museum von Solsona). Auch die Wandmalereien in den asturischen Kirchen San Salvador de Valdediós und Santo Adriano de Tuñón gehen wohl in der Darstellung von Stufenzinnen und Rankenfriesen mit Lotusblüten oder Granatäpfeln auf mozarabischen Einfluss zurück.

### Transennen

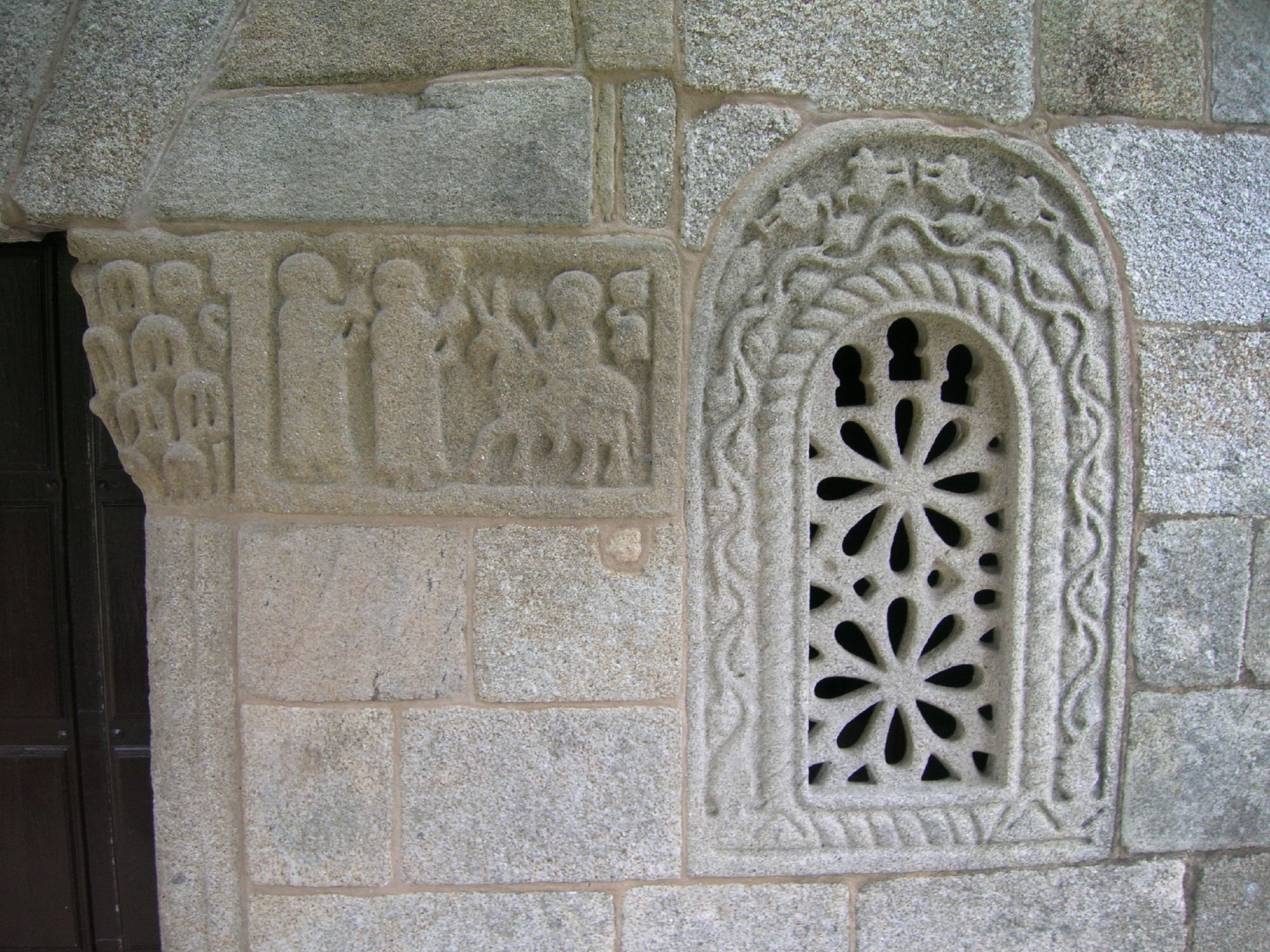
San Xes de Francelos, Fenster mit Transenna

Die Fenstertransennen von San Salvador de Valdediós und San Xes de Francelos (heute Galicien), die den präromanischen Bauten Asturiens zuzurechnen sind, weisen in ihren Ornamenten von Kreisschlingen mit herzförmigen Motiven bzw. schlüssellochförmigen Öffnungen, Taubandrahmen mit Weinranken und Darstellungen von Vögeln auf mozarabische Baumeister hin.

### Cámara oculta
Wie auch in den Kirchen der Westgotenzeit und der asturischen Präromanik gibt es in den mozarabischen Kirchen eine sogenannte cámara oculta, eine verborgene oder blinde Kammer. Während diese Kammern in den asturischen Kirchen eine große, oft als Dreierarkade gestaltete Öffnung nach außen besitzen (z. B. San Tirso in Oviedo oder San Pedro de Nora) sind die Kammern von San Miguel de Escalada oder Santiago de Peñalba völlig unzugänglich. Auch San Baudelio de Berlanga besitzt eine solche nicht zugängliche Kammer über der Mittelsäule. Ihre Bedeutung ist nicht geklärt.

## Mozarabische Bauwerke in Spanien
- Andalusien und Kastilien-La Mancha
  - Ruinen von Bobastro in Ardales (Provinz Málaga)
  - Santa María de Melque bei La Puebla de Montalbán (Provinz Toledo), westgotisch ?
- Aragón
  - San Juan de Busa und die Kirchen des Serrablo (Provinz Huesca)
  - San Juan de la Peña (Provinz Huesca)
- Galicien
  - San Miguel de Celanova (Provinz Ourense)
- Kantabrien
  - Santa María de Lebeña
- Kastilien-León
  - San Baudelio de Berlanga (Provinz Soria)
  - San Cebrián de Mazote (Provinz Valladolid)
  - Santa Cecilia (Barriosuso) (Provinz Burgos)
  - San Miguel de Escalada (Provinz León)
  - Santa María de Wamba (Provinz Valladolid)
  - Santa María in Tábara (Provinz Zamora)
  - Santiago de Peñalba (Provinz León)
  - Santo Tomás de las Ollas (Provinz León)
- Katalonien
  - San Cristóbal in Vilassar de Mar (Provinz Barcelona)
  - Sant Julià de Boada in Sant Julià de Boada (Provinz Girona)
  - Santa Maria de Matadars in El Pont de Vilomara i Rocafort (Provinz Barcelona)
  - Sant Quirze de Pedret (Provinz Barcelona)
- La Rioja
  - San Millán de Suso

## Mozarabische Bauwerke in Portugal
- Die Kirche von São Pedro de Lourosa in Lourosa aus dem frühen 10. Jahrhundert im christlich-islamischen Grenzgebiet der Mondego-Region offenbart Beziehungen zur asturischen Kunst.[1]
- Auch die ehemalige Kirche Santo Amaro in Beja weist in ihren Kapitellen Ähnlichkeiten mit San Cebrián de Mazote, Santiago de Peñalba oder San Miguel de Escalada auf.[2]
- Mit Lourosa architektonisch verwandt erscheint der große Sakralbau in Idanha-a-Velha, der jüngst als der frühislamische Betsaal des Ortes gedeutet worden ist.
- Ein als Moschee gesichertes, wohl almohadisches Monument findet sich in Mértola, einschließlich eines Säulenwaldes, des Stuckdekors der Mihrabnische, schöner Hufeisenbögen und des typischen, bogeneinfassenden Rechteckrahmens (Alfiz).
- Das in Mértola fehlende Minarett, wahrscheinlich aus dem 10./11. Jahrhundert, ist in Loulé in solider Quadertechnik als Glockenturm der Kirche von São Clemente vorhanden.